# Arachnis grandisepala
Arachnis grandisepala är en orkidéart som beskrevs av Jeffrey James Wood. Arachnis grandisepala ingår i släktet Arachnis och familjen orkidéer. Inga underarter finns listade i Catalogue of Life.